# Радулов Ігор Валерійович
Ігор Валерійович Радулов (рос. Игорь Валерьевич Радулов; 23 серпня 1982, м. Нижній Тагіл, СРСР) — російський хокеїст, правий нападник. Виступає за ЦСКА (Москва) у Континентальній хокейній лізі. 
Вихованець хокейної школи «Супутник» (Нижній Тагіл). Виступав за «Кристал» (Саратов), «Локомотив» (Ярославль), «Міссісога Айс-Догс» (ОХЛ), «Норфолк Адміралс» (АХЛ), «Чикаго Блекгокс», «Спартак» (Москва), «Металург» (Новокузнецьк), ХК «Дмитров», «Витязь» (Чехов), «Салават Юлаєв» (Уфа), «Металург» (Магнітогорськ), «Сєвєрсталь» (Череповець).
В чемпіонатах НХЛ — 43 матча (9+7).
Брат: Олександр Радулов.